# Age of Wonders: Shadow Magic
Age of Wonders: Shadow Magic est un jeu vidéo développé par Triumph Studios, sorti en 2003 sur PC. 

Il se déroule dans un univers médiéval-fantastique. C'est le troisième volet (sous forme de spin-off du deuxième) de la série des Age of Wonders. Il inclut désormais trois nouvelles races, les Nomades, les Syrons et les Dénombres. Ces derniers sont la principale menace dans la campagne proposée où vous incarnez, à travers plusieurs mini-campagnes, les différents opposants aux Dénombres (dont Julia, Méandor, etc).
Une suite est sortie en 2014, appelée Age of Wonders III.

## Trame scénaristique
Le Trône des Mages a explosé, précipitant Merlin dans un vide dont il ne peut s'échapper. Cet incident est la première attaque des Démonbres, des créatures insectoïdes venant d'une autre dimension qui se nourrissent de magie et d'âme et qui dévorent progressivement les univers où elles apparaissent. Elles ont pu lancer leur attaque à cause des guerres magiques précédentes qui ont fragilisé les frontières magiques entre les univers. L'univers d'où elles viennent est pratiquement entièrement dévoré, au grand dam d’autres habitants de cet univers, réduits en esclavage pour servir de nourriture aux Démonbres : les Syrons.
Profitant des premières attaques des Démonbres et de la déstabilisation des mages qui obéissait à Merlin, un mage humain du nom de Phoébius, se fait passer pour un élu divin et lance une croisade contre toute créature magique. Son empire s'étend rapidement, notamment sur les territoires des Elfes et des Halfings, qui se voient soit réduits en esclavage, soit brûlés sur des bûchers. La campagne propose de jouer de manière parallèle plusieurs des mages fidèles à Merlin, qui vont chacun à leur manière lutter contre les deux menaces.

## Accueil
| Age of Wonders: Shadow Magic |      |        |
| Média                        | Nat. | Notes  |
| Gamekult                     | FR   | 70 %   |
| GameSpot                     | US   | 87 %   |
| IGN                          | US   | 85 %   |
| Jeuxvideo.com                | FR   | 16/20  |
| Joystick                     | FR   | 80 %   |
| Compilations de notes        |      |        |
| MobyGames                    | US   | 83 %   |
| GameRankings                 | US   | 83,6 % |